# Fort-Louis
Fort-Louis là một xã thuộc tỉnh Bas-Rhin trong vùng Grand Est đông bắc Pháp.